# Hans-Erik Nilsson
Hans-Erik Nilsson, född 1965, är professor i elektronikkonstruktion vid Mittuniversitetet. 
Hans-Erik Nilsson doktorerade 1997 inom fasta tillståndets elektronik vid KTH. År 2000 blev han docent vid KTH och två år senare professor. 
Under 2002 till 2007 var Hans-Erik Nilsson chef för en av Mittuniversitetets största forskningsavdelningar, EKS, med över 35 aktiva forskare och omfattande forskningsinfrastruktur. År 2007 blev han prefekt för Institutionen för informationsteknologi och medier, och sedan 2010 är han dekan för fakulteten för Naturvetenskap, teknik och medier.
Hans forskningsintressen inkluderar avancerade bildsensorer, RF-identifiering, tryckbar elektronik, mät- och sensorteknik, simulering av komplexa system och komponenter samt fiberoptiska sensorer. 
Sedan 2003 är Hans-Erik Nilsson en av programledarna bakom det skogsindustriella forskningsprogrammet FSCN där han aktivt arbetar med elektronisk märkning för effektiva logistiksystem. Han också aktiv inom utveckling av innovationssystemet Fibre Optic Valley (FOV) och i Acreo Fiber Optic Center (AFOC) i Hudiksvall och Kista, där hans huvudintresse är kopplad till fiberoptisk sensorteknik.